# Union (album Yes)
Union – trzynasty album studyjny grupy Yes, wydany w 1991 roku przez Arista Records.

## Lista utworów
1. "I Would Have Waited Forever" (Jon Anderson/Jonathan Elias/Steve Howe) – 6:32
2. "Shock to the System" (Jon Anderson/Jonathan Elias/Steve Howe) – 5:09
3. "Masquerade" (Steve Howe) – 2:17
4. "Lift Me Up" (Trevor Rabin/Chris Squire) – 6:30
5. "Without Hope You Cannot Start the Day" (Jon Anderson/Jonathan Elias) – 5:18
6. "Saving My Heart" (Trevor Rabin) – 4:41
7. "Miracle of Life" (Mark Mancina/Trevor Rabin) – 7:30
8. "Silent Talking" (Jon Anderson/Bill Bruford/Jonathan Elias/Steve Howe/Rick Wakeman) – 4:00
9. "The More We Live—Let Go" (Billy Sherwood/Chris Squire) – 4:51
10. "Angkor Wat" (Jon Anderson/Jonathan Elias/Rick Wakeman) – 5:23
11. "Dangerous (Look in the Light of What You're Searching For)" (Jon Anderson/Jonathan Elias) – 3:36
12. "Holding On" (Jon Anderson/Jonathan Elias/Steve Howe) – 5:24
13. "Evensong" (Bill Bruford/Tony Levin) – 0:52
14. "Take the Water to the Mountain" (Jon Anderson) – 3:10
15. "Give & Take" (Jon Anderson/Steve Howe/Jonathan Elias) – 4:29 (wyłącznie wydanie europejskie)[4]

## Skład
- Jon Anderson – wokal
- Chris Squire – bass, wokal
- Trevor Rabin – gitary, wokal
- Steve Howe – gitary, wokal
- Tony Kaye – instrumenty klawiszowe, wokal
- Rick Wakeman – instrumenty klawiszowe, wokal
- Alan White – perkusja, wokal
- Bill Bruford – perkusja
- Tony Levin – bass w utworze "Evensong"